# Radosław Wasiak
Radosław Wasiak (ur. 3 maja 1972 w Łodzi) – polski piłkarz ręczny grający na pozycji obrotowego. Reprezentant Polski, obecnie dyrektor klubu Vive Tauron Kielce ds. sportowych.
Zawodnik karierę rozpoczynał w MKS Łodzianka. Występował później w klubie KS Anilana Łódź, z której przeniósł się do Vive Kielce. W Vive grał z numerem 7.
Na początku marca 2007 roku, razem z Aleksandrem Litowskim, został trenerem Vive Kielce obejmując stanowisko po Zbigniewie Tłuczyńskim. Jednak tuż przed meczem ze Śląskiem Wrocław w dniu 14 marca 2007 roku władze Vive Kielce postanowiły, że zawodnik wróci na boisko, by wspomóc zespół w grze, jednocześnie pozostawiając go na stanowisku asystenta trenera. Z końcem sezonu 2006/2007 zakończył karierę sportową i został dyrektorem klubu ds. sportowych.
Ukończył studia na Uniwersytecie Łódzkim w 1996 roku. Pracował także w XXXI Liceum Ogólnokształcącym w Łodzi oraz w Szkole Podstawowej nr 7 w Kielcach. Ma żonę Katarzynę oraz córkę Julię i syna Patryka.